# Alga daurada
Les algues daurades, crisofícies, crisòfits o chrysophyceae són un gran grup d'algues que es troben majoritàriament en aigües dolces.
El terme "chrysophyceae" no s'ha de confondre amb el terme Chrysophyta, el qual és més ambigu.

## Membres
Originàriament s'incloïen totes les formes excepte les diatomees i les algues marrons pluricel·lulars. Actualment es restringeixen a un nucli de formes estretament relacionades segons, principalment, per l'estructura dels seus flagels en les cèl·lules mòtils, també tractades com l'ordre Chromulinales.

## Trets, locomoció i classificació
Apareixen en una varietat de tipus morfològics, originàriament tractats en ordres i famílies separats.
- La majoria de membres són flagelats unicelul·lars amb dos flagels visibles, com en Ochromonas, o de vegades un, com en Chromulina. Els Chromulinales com es van descriure primer per Pascher el 1910 incloïen només el segon tipus, mentre el primer es tractava dins l'ordre Ochromonadales. Alguns tenen protecció per closques com Dinobryon, el qual és sèssil i creix en colònies embrancades.

- Alguns membres són generalment ameboides, amb extensions cel·lulars llargues. Chrysamoeba i Rhizochrysis en són alguns. També hi a una espècie, Myxochrysis paradoxa, que té un cicle vital complex.

- Altres membres són no mòtils. Les cèl·lules poden estar nues o embegudes en mucílag, com en Chrysosaccus, o cocoides i envoltats per una paret cèl·lular, com en Chrysosphaera. Uns pocs són filamentosos o fins i tot parenquimàtics, com en Phaeoplaca.

## Evolució

Fucoxantina

Les algues daurades contenen el pigment fucoxantina. Per això, abans es consideraven una forma especialitzada de cianobacteris. Com tenen una càpsula de silici estan ben representats en el registre fòssil i es confirma que no deriven dels cianobacteris.